# 唐伯元
唐伯元（1541年—1598年），字仁卿，號曙台，廣東潮州府澄海縣人，明朝政治人物。

## 生平
嘉靖四十年（1561年）辛酉科廣東鄉試第三十一名舉人，萬曆二年（1574年）中式甲戌科會試第一百八十四名，三甲第一百零三名進士。歷任萬年縣、泰和縣知縣，八年（1580年）調任南京戶部主事，升員外郎、郎中。崇奉程朱理学，反对王守仁的新理学即所谓“心学”。因反对王守仁从祀文庙，上《争从祀疏》被贬为海州判官。后得到明神宗的信任，升尚宝司丞，因与吏部尚书杨巍学术观点相同，得其赞赏，被推荐為吏部員外郎，後升考功司、文選司郎中。任满，本可升太常寺少卿，但上疏请求罢官回乡。因其治政和治学不错，《明史》称赞其为岭海士大夫仪表。

## 家族
曾祖唐鴻；祖父唐陽；父唐天蔭。母陳氏。具慶下。弟唐伯允。

## 延伸阅读
[在维基数据编辑]
 《明史卷二百八十二》，出自《明史》
 在维基共享资源阅览影像
| 官衔          | 官衔                         | 官衔          |
| ------------- | ---------------------------- | ------------- |
| 前任： 王道成 | 明朝泰和縣知縣 萬曆三年-八年 | 繼任： 尹從教 |